# 魏火曜
魏火曜（英語：H.Y. Wei，1908年11月29日—1995年2月6日），台灣醫學家，生於新竹市。歷任國立臺灣大學醫學院教授、附屬醫院院長、醫學院院長、教務長。1968年獲升中華民國中央研究院第七屆（生命科學組）院士。

## 生平

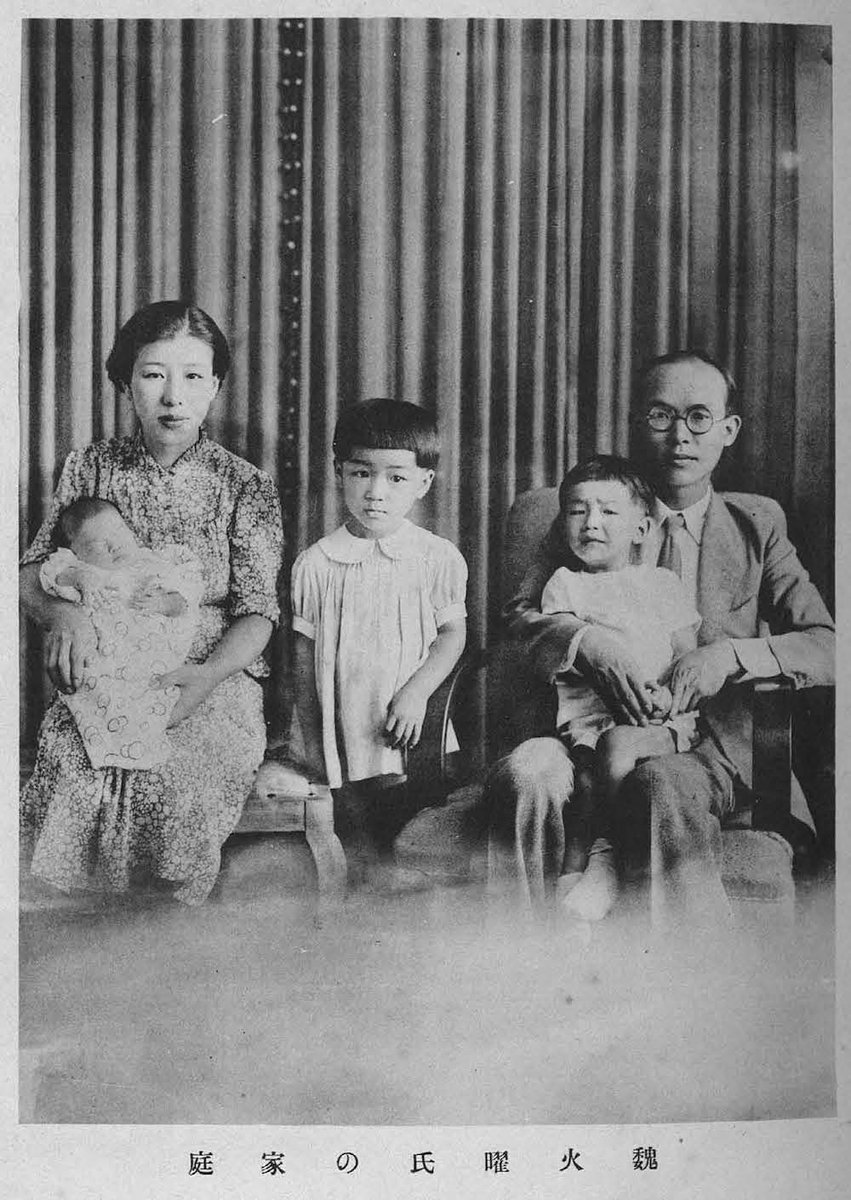
魏火曜（右）與妻兒，1939年。

魏火曜專攻小兒科，是台大醫學院最早期的本土師資其中1位，與他同樣出身東京帝國大學醫學部的還有林宗義醫生等幾位教授。1947年任台大醫院小兒科主任。1948年6月1日莊長恭做台大校長，請杜聰明回任醫學院院長的同時，請他接替陳禮節擔任台大醫院院長，同時兼小兒科主任。1953年，時任醫學院院長的杜聰明離開台大，時任校長錢思亮請他接台大醫學院院長。1956年兼任台大護理系首任主任。1966年到1967年間擔任高雄醫學院院長。1972年台大閻振興校長任內，由醫學院院長轉任教務長，直到1979年退休為止。

## 學歷
- 台北高等學校卒業（1933年）
- 東京帝國大學醫學士（1937年）
- 東京帝國大學醫學博士（1942年）

## 經歷
- 東京帝國大學醫學部助手
- 赤十字會台灣支部病院小兒科主任
- 國立台灣大學醫學院教授、台大醫院小兒科主任
- 國立台灣大學醫學院附設醫院院長
- 國立台灣大學醫學院院長
- 高雄醫學院（現在高雄醫學大學）院長
- 國立台灣大學教務長
- 中央研究院院士（1968年）
- 中華血液基金會董事長：1990年2月7日到1995年2月6日（逝世）[2]

## 家族
魏清德長子，弟魏炳炎。長子魏達成、三子魏拙夫、孫子魏柏立，四代十餘人都是醫師。
其妻顏碧霞，為顏國年之女，出身基隆顏家。